# Heinz Roch

Heinz Roch

Heinz Roch (* 17. Januar 1905 in Essen; † 10. Mai 1945 in Trondheim) war ein deutscher SS-Oberführer (1934), Politiker sowie SS- und Polizeiführer (SSPF).

## Leben
Roch, Sohn eines Arbeiters, war gelernter Kaufmann und nach Beendigung seiner Ausbildung in verschiedenen Berufsfeldern tätig. Bereits 1922 trat er der NSDAP bei und verübte im besetzten Ruhrgebiet Sabotageakte. Er wurde inhaftiert und aufgrund einer Amnestie wieder aus der Haft entlassen. Er trat aus der NSDAP wieder aus und dem „Frontbann“ bei.
Er trat zum 19. April 1926 der neugegründeten NSDAP (Mitgliedsnummer 34.475) und im selben Jahr der SA bei. 1930 wechselte er von letzterer zur SS (SS-Nummer 2.883). Zwischen 1928 und 1931 arbeitete er als Autoverkäufer. Danach war er Abteilungsleiter bei der National-Zeitung in Essen. Roch war 1933 Mitglied des Preußischen Landtages (5. Wahlperiode) bis zu dessen Auflösung und auch des Provinziallandtages der Rheinprovinz. Ab 1933 war Roch in der 9. Wahlperiode Reichstagsabgeordneter der NSDAP für den Wahlkreis 23 Düsseldorf-West.
Roch war in den 1930er Jahren Führer mehrerer SS-Standarten. Nach Ausbruch des Zweiten Weltkrieges nahm Roch als Angehöriger der SS-Totenkopf-Division am „Westfeldzug“ teil. Ab Januar 1942 war er beim Höheren SS- und Polizeiführer (HSSPF) „Russland-Mitte“ eingesetzt und ab März 1943 zunächst vertretungsweise und von Oktober 1943 bis Dezember 1943 als SS- und Polizeiführer (SSPF) Taurien-Krim-Simferopol eingesetzt. Zusätzlich war er von Mai 1943 bis Mai 1944 Kommandeur der Sicherheitspolizei und des SD in Simferopol. Von Mitte Juli 1944 bis Ende Oktober 1944 war er SSPF Bialystok und ab Ende November 1944 bis zum 8. Mai 1945 SSPF Nord-Norwegen. Sein Vorgesetzter in Norwegen war der HSSPF, SS-Gruppenführer Wilhelm Rediess (1900–1945), der sich am 7. Mai 1945, nachdem Admiral  Karl Dönitz (1891–1980) die sofortige Einstellung der Kampfhandlungen im Besatzungsgebiet befohlen hatte, erschoss.
Roch beging noch vor seiner Gefangennahme durch die Alliierten am 10. Mai 1945 Selbstmord.